# Saint-Chamassy
Saint-Chamassy è un comune francese di 539 abitanti situato nel dipartimento della Dordogna nella regione della Nuova Aquitania.

## Società

### Evoluzione demografica
Abitanti censiti